# Henoticus serratus
Henoticus serratus là một loài bọ cánh cứng thuộc họ Cryptophagidae. Loài này có ở châu Âu và Bắc Á (ngoại trừ Trung Quốc) và Bắc Mỹ.